# Капитановский, Максим Владимирович
Макси́м Влади́мирович Капитано́вский (26 июля 1948, Москва, СССР — 14 сентября 2012, Москва, Россия) — барабанщик «Машины времени» c 1971 по 1972 год, звукорежиссёр, режиссёр-документалист, сценарист, писатель, поэт, продюсер.

## Биография
Родился 26 июля 1948 года в Москве в семье кинематографистов.
Отец — Владимир Капитановский (10 декабря 1920—1997), сценарист, режиссёр-документалист, окончил сценарный факультет ВГИКа (1950). Работал на «Моснаучфильме». Автор сценариев для игрового и научно-популярного кино, несколько фильмов создал в соавторстве со своим другом — кинорежиссёром Самсоном Самсоновым.
Мать — Раиса Федоровна Туморина (30 июня 1923—2007), кинооператор документального кино, окончила операторский факультет ВГИКа (1950), работала в кинохронике на ЦСДФ.
После окончания школы Максим Капитановский около года работал продавцом кожгалантереи в московском магазине «Власта», потом трудился слесарем на военном заводе, учился на факультете журналистики МГУ и в Институте Восточных языков при МГУ (вьетнамский язык), срочную службу проходил на китайской границе.

 Максим был студентом МГУ, изучал вьетнамский язык и готовился стать востоковедом. Но как-то раз, выйдя из здания на Моховой (дело было в 1971 году), затесался в толпу знакомых, которые шли на демонстрацию к американскому посольству, — протестовать против вьетнамской войны. Естественно всех «повязали», но очень скоро отпустили. А ровно через год, в канун визита Никсона в Москву, всех «протестантов» изловили ещё раз, «разбронировали», лишили отсрочек по учёбе и отправили служить на китайскую границу
В шоу-бизнесе с 1970 года. Началом музыкальной карьеры Капитановского стало основание вместе с Игорем Дегтярюком рок-группы журфака МГУ «Второе дыхание», где Максим играл в 1970—1971 годы.
С 1971 по 1972 год был барабанщиком группы «Машина времени».
В 1970—1980-е годы Капитановский работал в профессиональных ВИА «Добры молодцы» и «Лейся, песня» (1975—1983) (с Михаилом Шуфутинским). Короткое время участвовал в группе «Земляне».
Вернулся в «Машину времени» в качестве концертно-гастрольного звукорежиссёра в 1984 году.
В последний раз появился в составе «Машины времени» в качестве музыканта на концерте в честь 20-летия группы, в 1989 году как почетный гость.
В 1994 году покинул группу и вскоре написал ироничную книжку «Всё очень непросто» — своеобразный ответ на книгу Андрея Макаревича «Всё очень просто».
Был художественным руководителем концертно-продюсерской компании «Шоу-бизнес», продюсером, режиссёром-постановщиком всех концертных мероприятий, проводимых фирмой. Неоднократно проводил большие концерты в роли конферансье.
В течение трёх лет являлся главным редактором газеты «СМАК».
Работал на НТВ в качестве шеф-редактора телемоста «Красная стрела», автор сценариев двух документальных фильмов, автор трёх книг и множества публикаций в центральной прессе.
В начале 2011 года собрал группу «Второе дыхание» в составе Валерия Гелюты (вокал, гитара), Олега Пузакова (вокал, бас-гитара, клавишные), Максима Капитановского (ударные). В том же году на базе московского паба «Рози О’Грэдис» основал «Первый Московский театр блюза и рок-н-ролла», в рамках которого со своей группой «Второе дыхание» подготовил программы Hendrix-party, «Всемирная история рока» и «Из джаза в рок».
Весной 2012 года медики диагностировали у Максима Капитановского рак на поздней стадии. Скончался в Москве 14 сентября 2012 года. Похоронен на Долгопрудненском кладбище в Подмосковье.

## Книги
1. «Все очень непросто» ISBN 5-7586-0010-5
2. «Во всем виноваты „Битлз“» ISBN 5-9697-0255-2
3. «Будни волшебника»
4. «Гобелен-28-62» («Тайна гобелена»)
5. «Принцип ягуара» («Инка»)

## Кинорежиссёр
Документальное кино
- 2003 — Пол Маккартни. 73 часа в России (совместно с Дм. Завильгельским)
- 2004 — Во всём прошу винить «Битлз» (совместно с Дм. Завильгельским)
- 2007 — Не стреляйте в музыкантов!
- 2010 — До видео
- 2010 — Не бросайте пять копеек!
- 2011 — Уик-энд в Казани (короткометражный)
- 2012 — Уик-энд в Казани. Экскурсия в детство (короткометражный)
- 2012 — Таймашин. Рождение эпохи (совместно с Д.Дубшиным и Т.Катаевой)

## Автор сценария
Документальное кино
- 2005 — Маршалы Победы: Жуков и Рокоссовский (режиссёр Иван Твердовский)